# II. Ramszesz
II. (Nagy) Ramszesz (uralkodói nevén: Uszermaatré Szetepenré; i. e. 1302 k. – i. e. 1213) az újbirodalmi XIX. dinasztia harmadik fáraója (kb. i. e. 1279-től haláláig), az ókori Egyiptom egyik legjelentősebb uralkodója. Rendkívül hosszú, 66 éves uralkodás alatt (a fáraók közül a hagyomány egyedül a csaknem egy évezreddel korábban élt II. Pepinek tulajdonít hosszabb uralkodást) nagyszabású építkezéseket folytatott, hadjáratokat vezetett, de nevéhez fűződik a történelem első fennmaradt békeszerződése is; uralma az egyiptomi civilizáció egyik tetőpontját jelentette.
A történelem során minden fáraó, akinek lehetősége nyílt rá, igyekezett bizonyítani, hogy nem méltatlanul került a trónra, de Ramszesz szinte mindegyikükön túltett. Hatalmas építkezési projektjei és a számos, a fáraót dicsőítő felirat, valamint a korábbi fáraóktól eltulajdonított épületek és szobrok egész sora igyekszik bizonyítani nagyhatalmú uralkodó és bátor hadvezér voltát. Feltehetőleg családjának közrendű származása játszotta a legnagyobb szerepet abban, hogy Ramszesz igyekezett minél hatalmasabb uralkodónak látszani. Példaképének az előző dinasztiabeli III. Amenhotepet tekintette, akinek számos templomát és szobrát átalakíttatta a maga számára. Ez akkoriban nem számított történelemhamisításnak, hiszen a mindenkori fáraót egynek tekintették az előzőekkel, mindannyian Ré fia voltak, az isten megtestesülése a földön. Ez magyarázhatja, hogy Ramszesz miért éppen az általa leginkább tisztelt fáraók – köztük apja – épületeit sajátította ki, míg olyan uralkodókéhoz, mint például Ehnaton, nem nyúlt.
Uralkodásának jellemzője, hogy ifjonti forrófejűséggel belerohant a hettiták elleni hadjáratba, majd a csata kétséges kimenetelét hatalmas győzelemként tüntette föl, ezzel nemcsak saját képességeit igyekezett igazolni, hanem meg akart felelni az elvárásoknak is. Egyiptom népe csak erőskezű fáraó uralma alatt érezte biztonságban magát. Családja iránti szeretetét mutatja, hogy anyja, feleségei és gyermekei a korban szokatlan módon számtalan emlékművön megjelennek – bár természetesen saját pozícióit is erősítette azzal, hogy családtagjainak kiemelt szerepet juttatott.

## Családi háttere és fiatalkora
Ramszesz nem királyi családba született; gyermek volt, mikor dinasztiaalapító nagyapja trónra lépett. A XVIII. dinasztia utolsó fáraójának, Horemhebnek nem volt örököse, ezért barátját, egykori katonatársát, Paramesszét, II. Ramszesz nagyapját tette meg utódjának. Paramessze I. Ramszesz néven lépett trónra, idős kora miatt csak másfél évig uralkodott. Halála után II. Ramszesz apja, I. Széthi – I. Ramszesz és Szitré fia – került trónra.
Ramszesz édesanyja, Tuja (egyes feliratokon Mut-Tuja) előkelő családból származott. Ramszesz feltehetőleg a második vagy harmadik gyermekük volt; nővére, Tia egy magas rangú hivatalnokhoz ment feleségül; bátyjának létezése nem teljesen tisztázott, vagy kicsi korában meghalt, vagy létezése egy felirat téves értelmezésén alapul (Ramszesz ugyanis kivésetett egy alakot a karnaki templom egyik faláról, ahol Széthi egyik csatajelenetét ábrázolják, és saját képmását vésette oda apja mellé; a kivésetett alakot feltételezték korábban az ismeretlen testvérnek, de későbbi kutatások szerint feltehetőleg egy magas rangú katona képe volt az). Henutmiré hercegnőről, egy későbbi feleségéről nem tisztázott, hogy a húga vagy az egyik lánya volt-e.
Ramszesz tanítója Tia, Amonwahszu királyi írnok és tanácsadó fia volt; később az Évmilliók temploma (a Ramesszeum) felügyelője lett és feleségül vette Ramszesz nővérét, akit szintén Tiának hívtak. A két Tia sírját Horemheb szakkarai sírja mellett tárták fel.
Ramszesz tízévesen megkapta A király legidősebb fia címet és a gyalogság és a harci szekerek parancsnokává is kinevezték; már két évvel később elkísérte apját egy hadjáratra a Nílus-deltába. A következő évben az egyiptomi sereg Szíria felé vonult, visszaverni a hettitákat és újra egyiptomi irányítás alá vonni Kádes és Orontész városokat.
Széthi, hogy elkerüljön minden, a trónutódlással kapcsolatos vitát, és biztosítsa fia számára a zökkenőmentes trónra lépést, még életében kinevezte társuralkodónak a körülbelül tizenöt éves Ramszeszt. (Ez egyébként már a XII. dinasztia kora óta szokásban volt.) Uralkodói székhelyük feltehetőleg Memphiszben volt. Ramszesz nagyjából ugyanebben az időben vette el első két feleségét, Nofertarit és Iszetnofretet.
Uralkodási nevét, az Uszermaatrét társuralkodóvá történt kinevezésekor vette fel, a Szetepenrét egyeduralma második évében tette hozzá. Személynevének, a Meriamonnak („Ámon kedveltje”) párhuzama Nofertari második neve, a Merenmut („Mut kedveltje” – Mut Ámon főisten hitvese volt).
Ramszesz még társuralkodó volt apja mellett, mikor feladatul kapta a Földközi-tengeren fosztogató kalózok megfékezését; katonáival elfogatta őket, majd besorozta a kalózokat saját seregébe. Szintén uralkodása elején kezdte meg egy erődítményrendszer kiépítését az északnyugati határon, különösen a líbiai betörések elleni védekezésül. Az erődök, melyekből eddig ötnek a nyomát találták meg, egymástól egynapi járóföldre épültek. A Závijet Umm el-Rakham-i erődítmény, ami a legjobb állapotban fennmaradt, 10 000 m² alapterületű, és 5 m vastag falak határolják; egyetlen kapun át lehet bejutni az erődbe, két torony közt; odabenn még templomok is álltak, köztük az istenként tisztelt Ramszeszé. A feltárt raktárak alapján úgy tűnik, az erőd kereskedelmet is folytatott.
Széthi négyévnyi közös uralkodás után hunyt el, és a fiatal Ramszesz lett Egyiptom egyedüli uralkodója.

## Hadjáratai

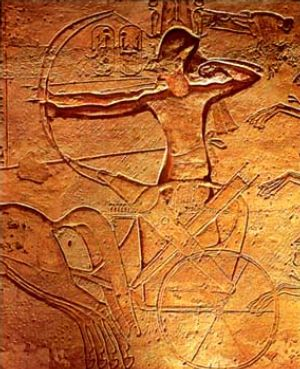
A kádesi csata egy Abu Szimbel-i reliefen

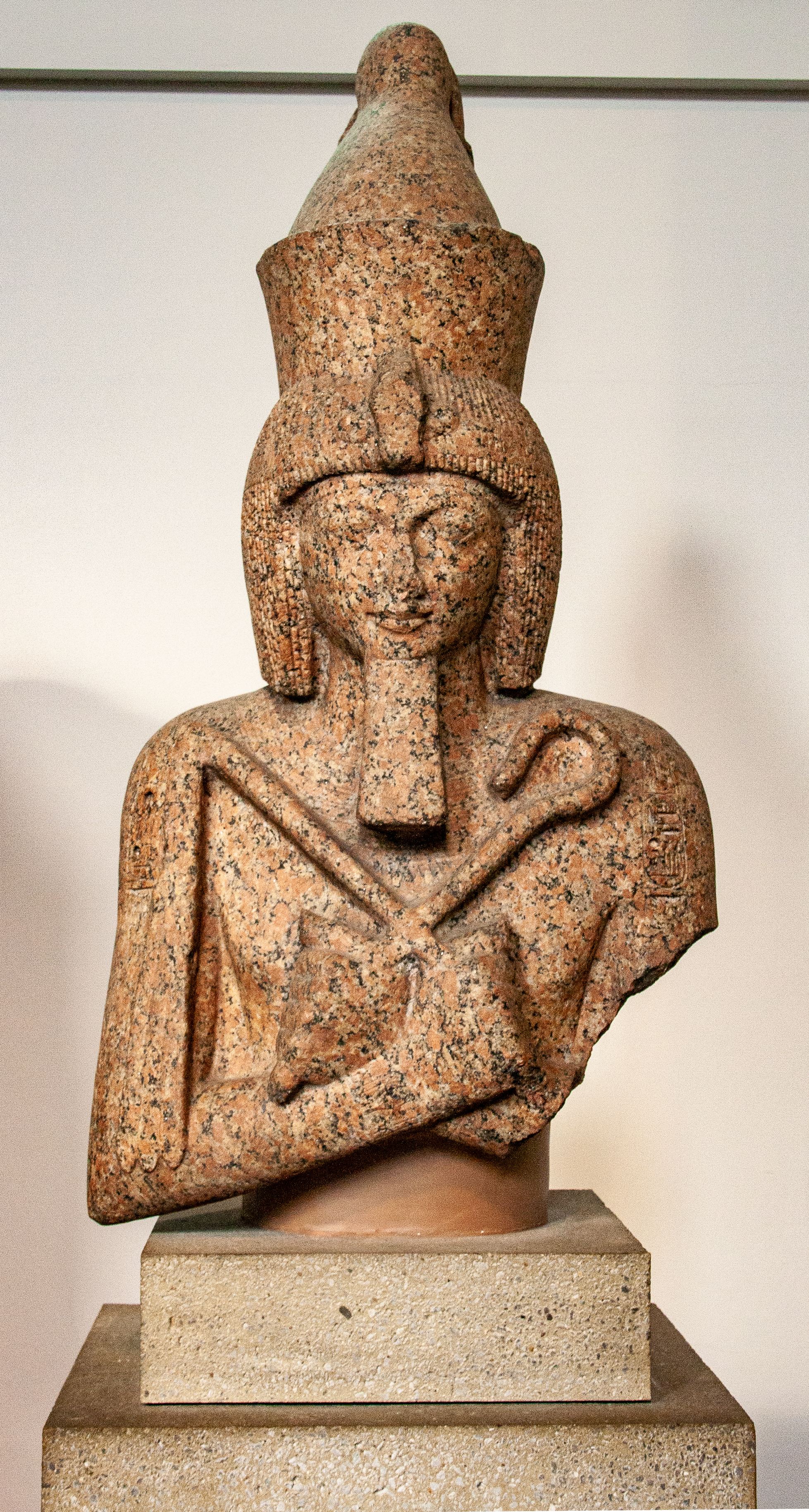
Szobra a hatalmi jelképekkel (kettős korona, pásztorbot és egy cséphadaró-szerű fegyver) a British Museumban

Ramszesz leghíresebb csatája a hettitákkal vívott kádesi csata, amelyre uralkodása ötödik évében került sor. II. Muvatallisz hettita király előre értesült az ellene induló hadjáratról, és hatalmas sereget toborzott. A négy hadtestre osztott sereg letáborozott Kádestől délre. Itt elfogtak két beduint, akik elmondták, hogy a hettiták még mindig kb. 200 kilométerre járnak Kádestől. Ramszesz azonnal elindult, hogy elfoglalja a várost, nem tudván, hogy a két beduint Muvatallisz küldte, hogy félrevezessék az egyiptomiakat. A hettita sereg valójában a közelben volt a király öccse, a későbbi III. Hattuszilisz király parancsnoksága alatt.
A két napig tartó csatában mindkét fél nagy veszteségeket szenvedett, mégis mindkét oldal nagy győzelemnek állítja be; Ramszesz szinte minden templomában nagy gonddal megörökíti az eseményt, ahol állítása szerint hősiességével egymaga döntötte el a csata sorsát, míg a hettita feljegyzések szerint az egyiptomiaknak kellett meghátrálniuk. A hettitáké maradt Kádes, visszafoglalták Amurrut, és elfoglalták az Egyiptomhoz tartozó Upét, ahol Hattuszilisz lett a helytartó. Egyiptom befolyása egyre csökkent a hettiták javára.
Az elkövetkezendő tizenhat év során Ramszesz többször is háborút kezdeményezett a hettitákkal, és még győzelmet is aratott, mert a Hettita Birodalmat legyengítette a Muvatallisz halálát követő belső viszály, mikor a király fia, Urhi-Tesub és öccse, Hattuszilisz küzdöttek a hatalomért. (Urhi-Tesub végül rövid ideig uralkodott, III. Murszilisz néven, majd, miután Hattuszilisz átvette az uralmat, Egyiptomba menekült. Hattuszilisz többször kérte unokaöccse kiadatását, de Ramszesz erre nem volt hajlandó.)
A hettita harcokat végül béke zárta le Ramszesz uralmának 21. évében. A békeajánlatot Hattuszilisz tette meg, a hettitákra ugyanis újabb veszély leselkedett: az asszírok; ezenkívül szerette volna megakadályozni, hogy Ramszesz összefogjon az Egyiptomban élő Urhi-Tesubbal. A hosszas tárgyalások után megszületett a békeszerződés – az első, napjainkig fennmaradt békeszerződés a történelemben –, melyben kötelezték magukat a kölcsönös segítségnyújtásra, és Ramszesz megígérte, hogy támogatja Hattuszilisz fiát abban, hogy apja halála után ő lépjen trónra. A határokról nem esett szó, de ezzel hallgatólagosan elismerték azokat. Az egyiptomi és a hettita udvar közt élénk diplomáciai levelezés kezdődött, a kornak megfelelően gazdag ajándékok küldözgetésével; ebbe Ramszesz felesége, Nofertari is bekapcsolódott, és levelezni kezdett Puduhepa hettita királynéval. Ramszesz uralkodásának 34. évében feleségül vette Hattusilis lányát, aki Egyiptomban a Maathórnofruré nevet kapta, majd tíz évvel később egy másik hettita hercegnőt, akinek neve nem maradt fenn.

## Építkezései
Ramszesz nagyszabású építkezéseivel is igyekezett elérni, hogy neve örökké fennmaradjon. Az általa alapított új főváros, Per-Ramszesz nem maradt fenn, de halotti templomának, a Ramesszeumnak romjai, illetve az Abu Szimbel-i két templom napjainkban is lenyűgözőek. Jelentősen bővíttette a karnaki és luxori templomokat is, befejeztette apja abüdoszi templomát és gurnai halotti templomát, és Abüdoszban saját templomot is építtetett. Núbiában Abu Szimbelen kívül még számos templomot emeltetett.

### Per-Ramszesz
Ramszesz nem sokkal apja halála után új fővárost kezdett építtetni apja nyári palotájánál, északon, a Nílus-deltában, körülbelül 750 kilométerre Thébától és mintegy 100 km-re a mai Kairótól. A város azon a helyen épült, ahol évszázadokkal korábban, Egyiptom hükszósz megszállása idején a hükszósz főváros, Avarisz állt. Nyugatról és északról a Nílus egyik ága határolta (a „Ré vizei”), délről és keletről egy csatorna (az „Avarisz vizei”), amely egy mesterséges tavat táplált.
A város minden bizonnyal fényűzőnek számított, a víz közelsége lehetővé tette virágos- és gyümölcsöskertek létrehozását, a palotakomplexumhoz dísztó és állatkert is tartozott. Per-Ramszesz egyben jelentős katonai központ is volt, amint azt határközeli fekvése szükségessé tette. A kereskedelemnek köszönhetően a mükénéi, ciprusi és levantei fazekasság mesterművei érkeztek a városba, a hettitákkal kötött béke után pedig hettita fegyverkészítő mesterek segítették munkájukkal a fáraó hadseregét.
Per-Ramszesz jóval Ramszesz halála után is lakott maradt, egészen addig, amíg a Nílus ága, ami a várost ellátta vízzel, iszaposodásnak nem indult, használhatatlanná téve a város kikötőjét. A XXI. dinasztia fáraója, a Ramszesz után kb. 150 évvel uralkodott I. Neszubanebdzsed szülővárosát, a közeli Taniszt tette meg fővárossá. Per-Ramszesz kőépületeinek köveit elhordták a taniszi építkezésekre, vályogépületei elpusztultak, olyannyira, hogy a régészek sokáig vitáztak a város pontos helyéről.
Érdekesség, hogy Per-Ramszeszt a Biblia is említi mint az egyik olyan települést, melynek építésén az Egyiptomban élő zsidók dolgoztak.

### Karnak és Luxor
Fő szócikkek: Karnaki templom és luxori templom

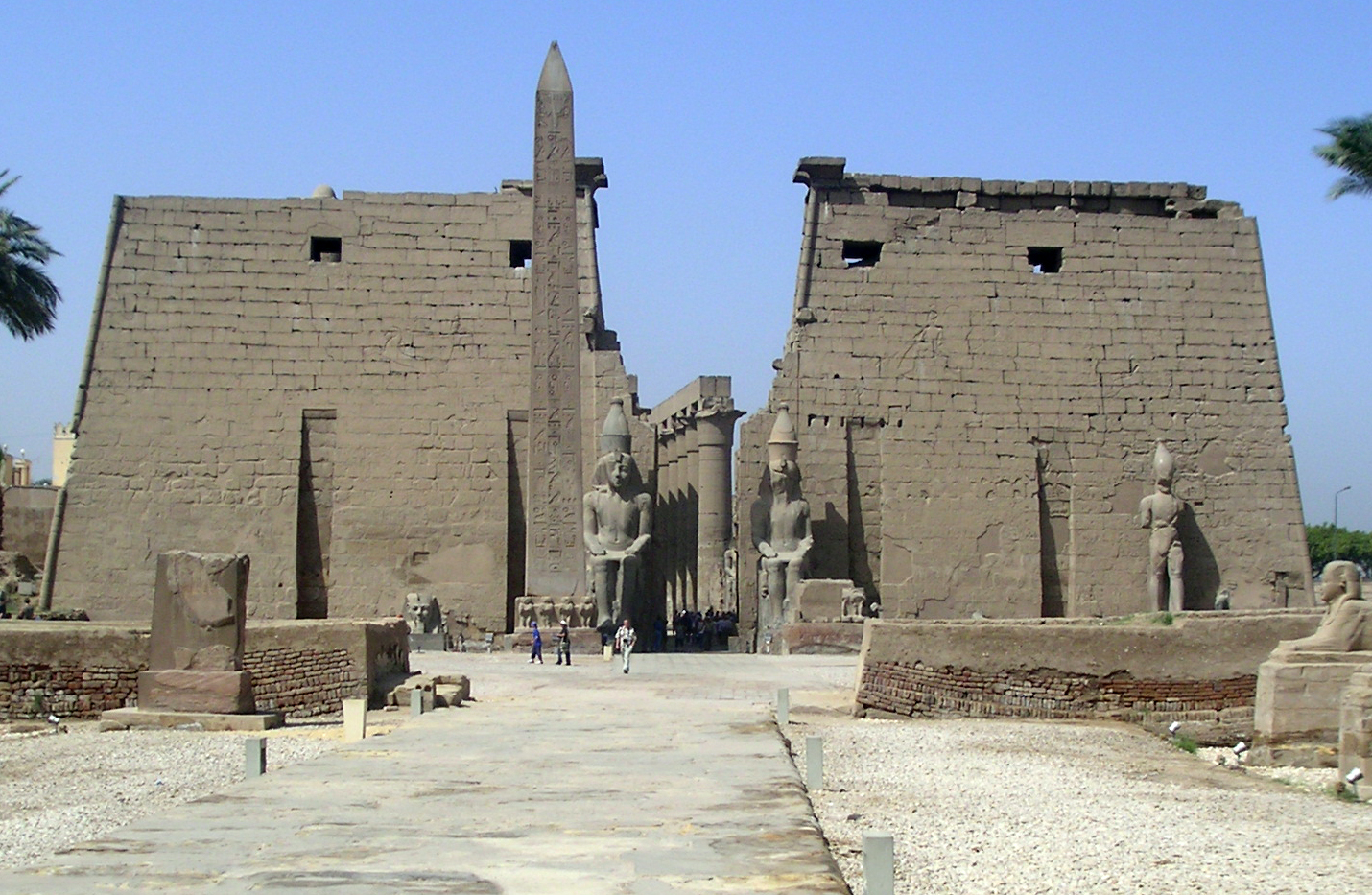
A luxori templom bejárati pülónjai

A karnaki templomegyüttes ezerháromszáz év alatt épült, szinte minden fáraó építtetett hozzá. Ámon nagy templomához Ramszesz építtette a második nagy pülónt és ő fejeztette be a mögötte elterülő hatalmas oszlopcsarnokot, amelynek építését III. Amenhotep kezdte meg és Ramszesz apja, I. Széthi is folytatta. Az eredetileg 25 méter magas csarnok mennyezetét 12 homokkő oszlop tartotta 2 sorban. A falak díszítése a teremtésmítosszal kapcsolatos, a külső falakat Széthi és Ramszesz csatajelenetei díszítik. Vitatott, hogy ezek tényleges történelmi események ábrázolásai, vagy az ellenségeire lesújtó fáraónak a templomfalakon gyakran megjelenő képe, a déli falon azonban, Ramszesz csatajelenetei mellett a hettitákkal kötött békeszerződést említik a feliratok. A karnaki templom bentebb fekvő épületrészei korábbi korokból származnak.
A luxori templomkomplexumot száz évvel Ramszesz előtt, III. Amenhotep uralkodása alatt kezdték el építeni, az őt követő fáraók azonban csak kisebb módosításokat végeztek rajta, így a legnagyobb bővítésre II. Ramszesz uralma alatt került sor. Ő építtette a templom bejáratát képező első pülónt, melyet katonai győzelmei ábrázolásaival – főként a kádesi csatáéval – díszített. A bejárathoz vezető út mellett eredetileg Ramszesz hat óriási szobra állt (kettő állva, míg négy ülve ábrázolta a fáraót), de csak kettő maradt fenn napjainkig (mindkettő ülőszobor).

### A Ramesszeum

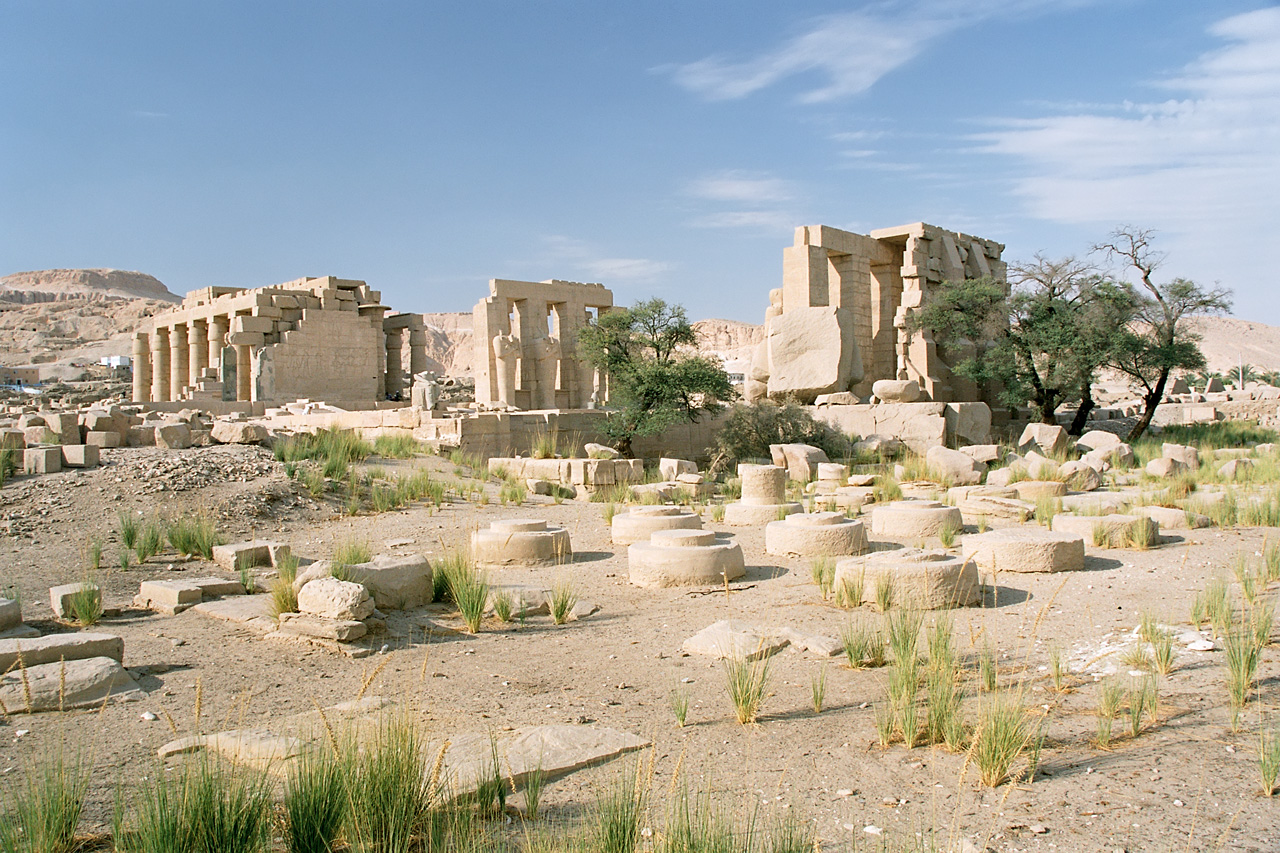
A Ramesszeum

A Ramesszeum a fáraó hatalmas halotti temploma Nyugat-Thébában. Hatalmas épületegyüttesét Ramszesz nem sokkal trónra lépte után kezdte építteteni, a feltárások tanúsága szerint korábbi, középbirodalmi épület helyén, és körülbelül a 22. uralkodási évre fejezték be. Az épület teljes neve az ókori Egyiptomban Évmilliók Temploma Uszermaatré-Szetepenrének, aki egyesül Thébával Amon nyugat-thébai birtokán volt, a későbbi ókori szerzők közül Diodórosz Szikulosz „Oszümandiasz sírjá”-nak nevezte (a név Ramszesz uralkodói neve, az Uszermaatré Szetepenré eltorzított formája), Sztrabón pedig Memnoniumnak; a Ramesszeum nevet (illetve annak francia változatát – Rhamesséion) Jean-François Champollion adta neki 1829-ben.
A templom mélydomborműveinek témáját az uralkodó legfontosabb szerepei adják:
- király (koronázási jelenetek, a szed-ünnep jelenetei);
- pap (Ramszesz nagyobb vallási ünnepek, például Min ünnepe, A völgy gyönyörű ünnepe, az újévi ünnepség felügyelőjeként);
- hadvezér (csatajelenetek, köztük a kádesi csata és néhány lázadó ázsiai város megbüntetése a fáraó uralkodásának nyolcadik évében);
- családfő (a fáraó és gyermekei, valamint megemlítendő még Tuja és Nofertari temploma, Meritamon kápolnája).

Az építési munkálatokat, amelyek körülbelül húsz évig folytak, két építész irányította: a koptoszi Penré és az abüdoszi Ameneminet. Több újítást is bevezettek, például a két hatalmas pülón (kaputorony) az addig szokásos vályogtéglák helyett homokkőből épült, a felvonulási utakat szfinxek szegélyezték, és odabenn állt egy templom kettős szentéllyel (Ramszesz édesanyjának, Tujának és feleségének, Nofertarinak emelve).

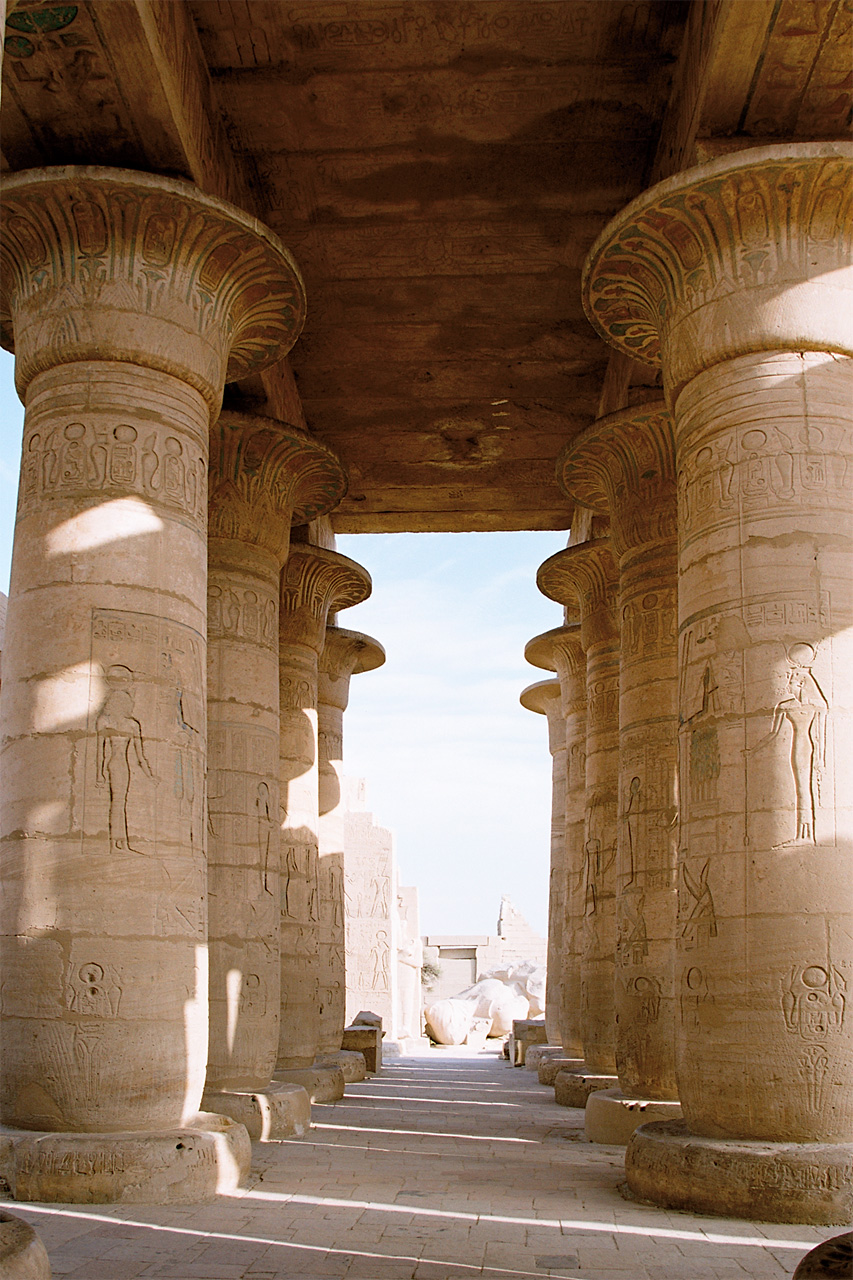
Oszlopok sora

A nagyjából kelet-nyugati tájolású, az újbirodalmi templomépítési hagyomány szellemében tervezett templom teljes területe kb. 15 000 m². A kádesi csata jeleneteit ábrázoló, 60 méter széles pülónok közt belépve egy udvar következik, melyből balra palota nyílik. Az udvarban Ramszesz hatalmas szobra állt, amely a fáraót anyjával ábrázolta; kétoldalt oszlopsorok szegélyezték. Továbbhaladva egy újabb, magasabb szinten fekvő udvarba jutunk, melyet mind a négy oldalról oszlopsor szegélyez. Az itt álló szobrok Ramszeszt Oziriszként ábrázolták (múmiaként), kezeiben a korbáccsal és jogarral. Ez az udvar előzi meg az előcsarnokot, amely szintén megemelt szinten áll, és lépcsőn közelíthető meg. Ezt az oszlopcsarnok követi, melynek mennyezetét a 48 papiruszköteget mintázó oszlop támasztja alá. A domborművek a király keleti hadjáratait ábrázolják, valamint több családtagját, és koronázási jeleneteket. Ebből a teremből nyílik jobb oldal felé a kettős szentélyű Tuja–Nofertari-templom, amelynek tájolása megegyezik a nagy temploméval. Tovább előrehaladva a nagy templomban egy kisebb terembe jutunk, ez a „csillagászati terem” vagy a „bárkák terme”. A falakat a völgy gyönyörű ünnepe jelenetei díszítik, köztük a vízi felvonulásé, míg a mennyezetet csillagképek ábrázolásai. Ebből a nyolcoszlopos teremből nyílik a hasonló méretű „Himnuszok terme”. Ennek domborművein Ramszesz Ré-Harahtinak és Ptahnak mutat be áldozatot.
A külső övezetekben áll Meritamon kis kápolnája – itt találták meg híres szobrát, a Fehér királynőt –, valamint egy másik kápolna a tizennyolcadik dinasztiabeli Uadzsmesz herceg, I. Thotmesz egyik fia tiszteletére. A templomkomplexumot egyéb épületek – raktárak, magtárak, műhelyek – vették körül.

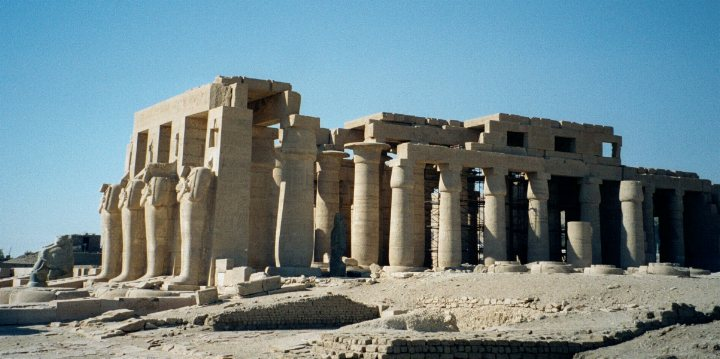
Az oszlopcsarnok romjai

A XX. dinasztia vége felé a templomot elhagyták, később, a harmadik átmeneti kor idején thébai papok temetőjeként használták, de írnokiskola is állt itt. Ezután elkezdték elhordani a köveit újrahasznosításra (ez egészen a középkorig tartott). A 4. század elején kopt templommá alakították. A Nílus áradásai alámosták a templom alapzatát (emiatt a 20. század elején töltésekkel vették körül, mígnem az asszuáni gát megépítése megoldotta a problémát), Tuja és Nofertari temploma ma már nem létezik, köveit építkezéshez hordták szét; Ramszesz hatalmas szobrai ledőltek.
A templom első tudományos leírását Napóleon Bonaparte tábornok egyiptomi hadjárata idején végezte el Jean-Baptiste Prosper Jollois és Édouard de Villiers du Terrage, akik felismerték a romokban a Diodórosz által említett templomot. 1829-ben Champollion is meglátogatta és több feliratot lemásolt. Ezután Lepsius és Quibell is folytatott itt tanulmányokat. Lepsiustól származik az első alaprajz, míg Quibell kiásta a templom gazdasági épületeit, ahol több, a harmadik átmeneti korból származó papi sírt fedezett fel.

### Abu Szimbel

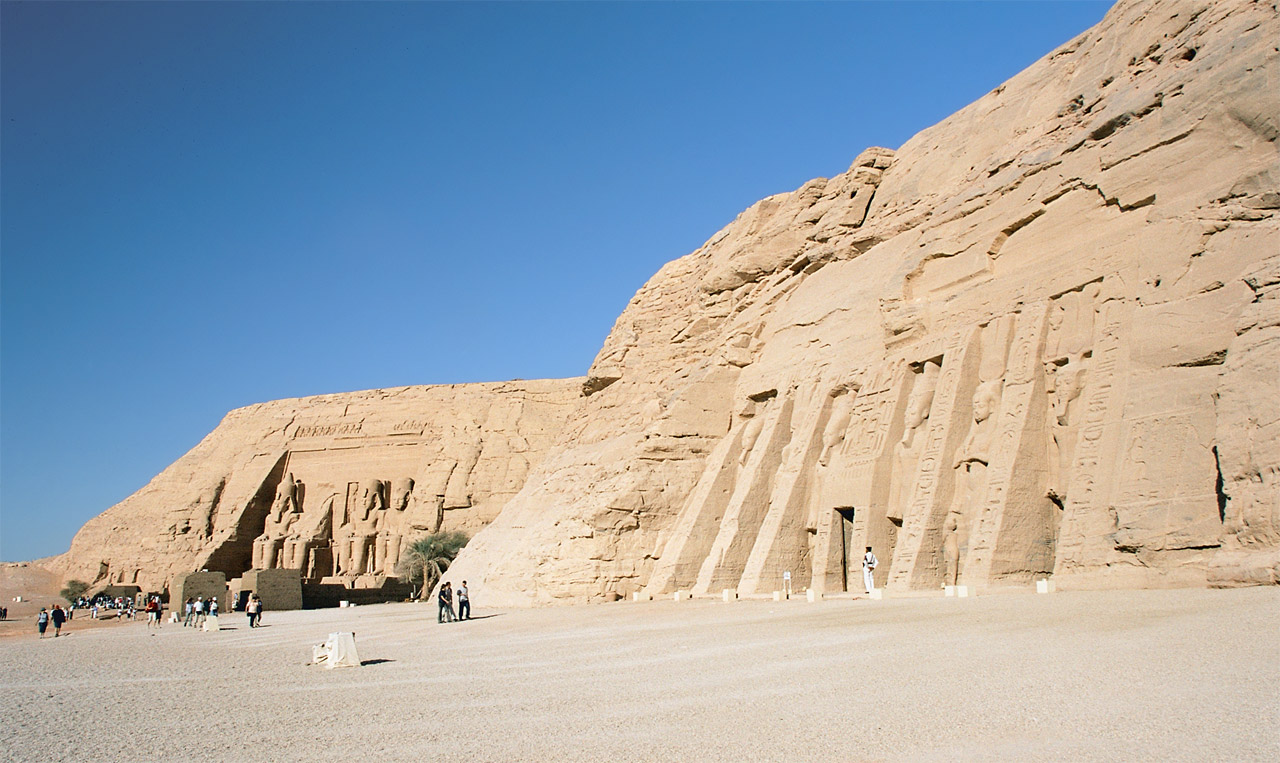
Abu Szimbel – a Nagy Templom (balra) és a Kis Templom

Az Abu Szimbel-i templomokat – a Nagy Templomot és a Kis Templomot – délen, Núbiában emeltette Ramszesz, minden lakott helytől távol. A két templom építése körülbelül húsz évig tartott. A templomok ma a világörökség részét képezik.
A Nagy Templom elvileg Ptah, Ámon és Ré-Harahti tiszteletére épült, de valójában Ramszesz nagyságát volt hivatott jelképezni. A templom bejáratát két oldalról Ramszesz négy hatalmas ülőszobra veszi körül. Ramszesz szobrainak lábainál családtagjai jóval kisebb szobrai láthatóak.

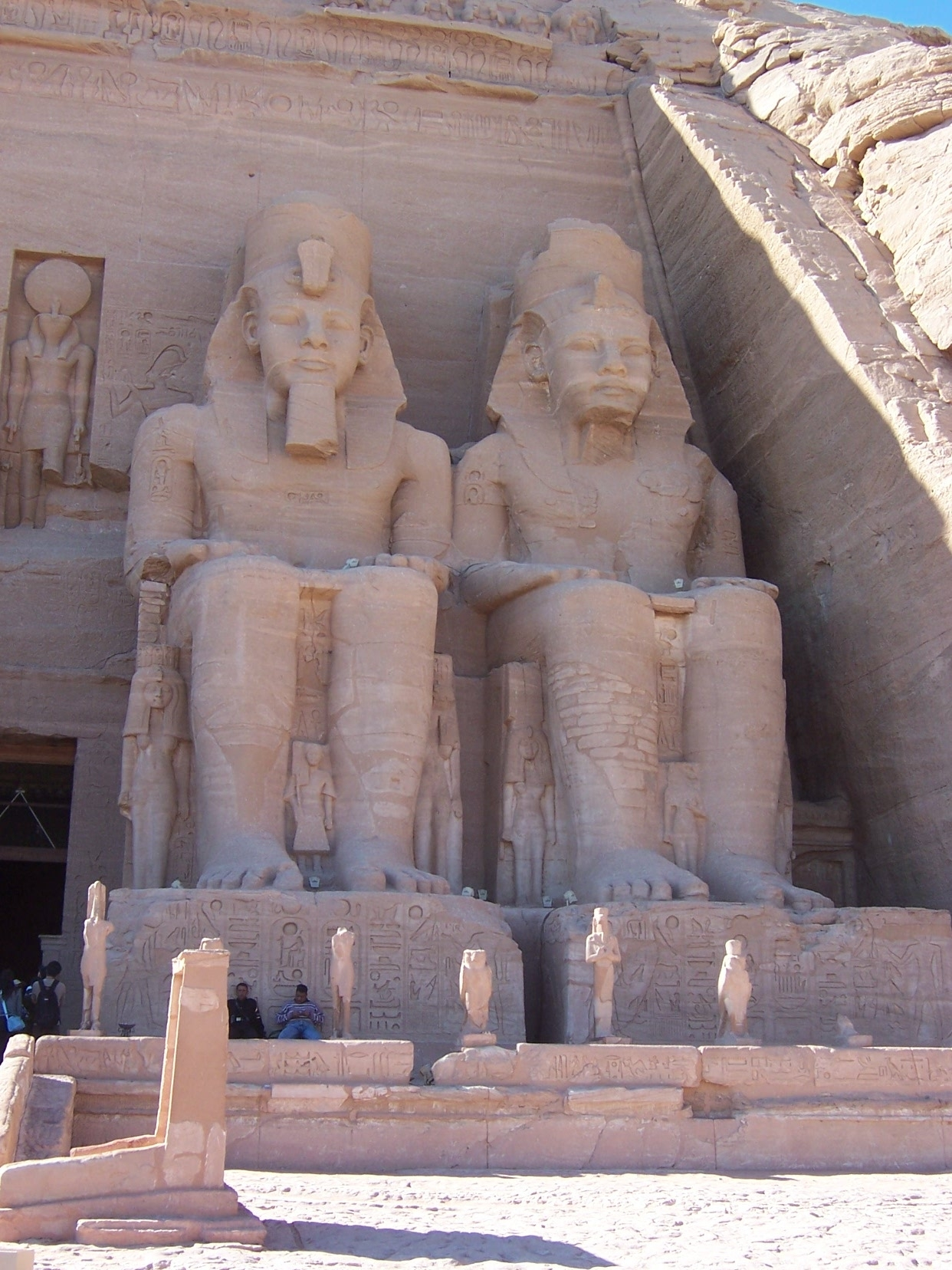
Ramszesz ülőszobra a Nagy Templom homlokzatának jobb oldalán

Magát a templomot a sziklába vésték, 48 méter mélyen. Egy hatalmas csarnokból áll, amelyet két, négy-négy oszlopból álló oszlopsor vág ketté. A templom belső díszítésének témáját Ramszesz hadi győzelmei adják, az északi, Rének szentelt oldalon a kádesi csata beszámolója található, az Ámonnak szentelt déli falon a sikeres núbiai és szíriai hadjáratokról láthatóak képek. A templom nyugati falán egy bejáraton egy második oszlopcsarnokba jutunk, ezt egy szentély követi.

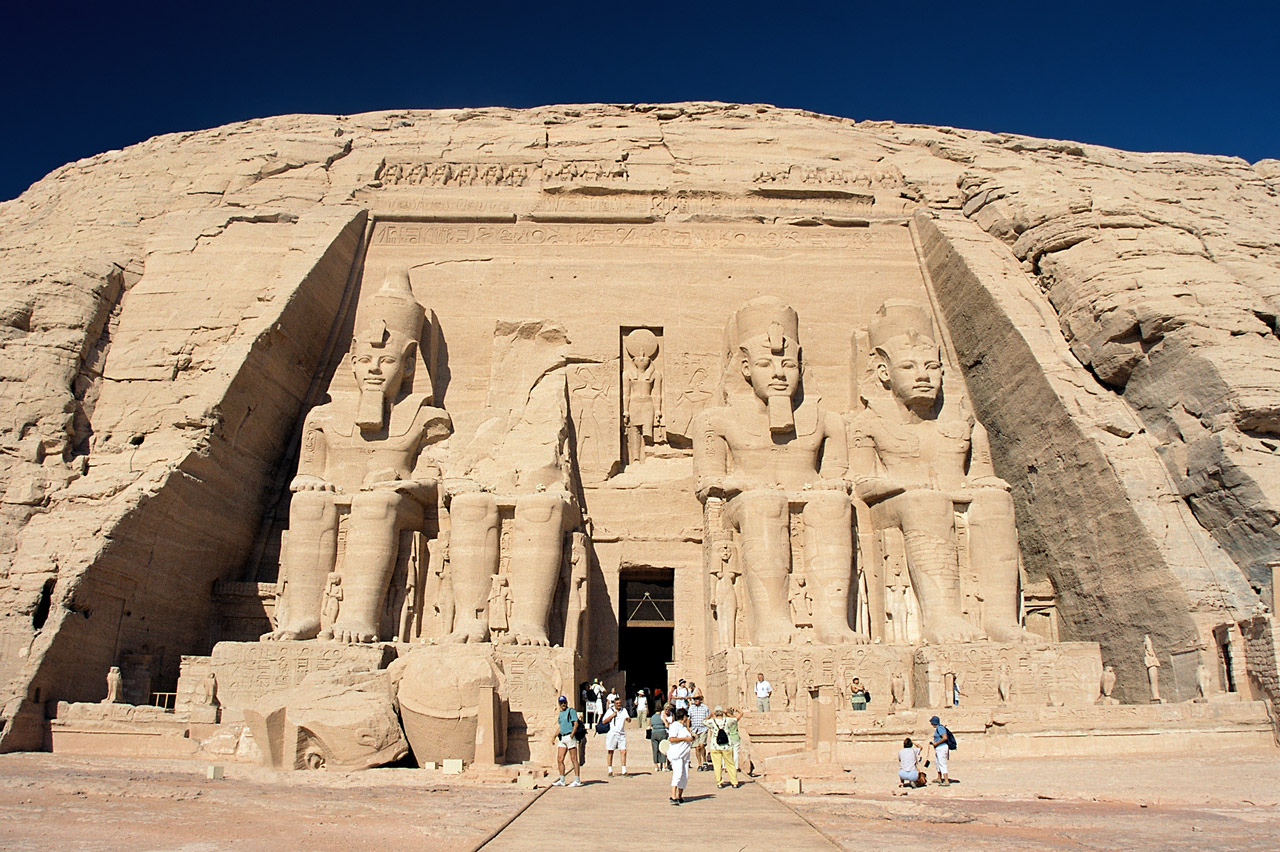
Ramszesz temploma

A Kis Templom, amely a nagytól északra található, Hathor istennő tiszteletére épült, akit itt Nofertari személyesít meg. A szentélyben Hathor szobra áll.
A 19. század elejére a templomokat annyira beborította a homok, hogy egy svájci utazó, Johann Ludwig Burckhardt már csak a nagyobbik templom homlokzatának frízét találta meg 1813-ban. 1817-ben Giovanni Belzoni olasz felfedező sikeresen megtisztíttatta a templomot a 9 méternyi homoktól, ami maga alá rejtette.
1954-ben, amikor tervezni kezdték az asszuáni gát megépítését, a létrejövő víztározó, a Nasszer-tó teljesen elborította volna a templomokat. Emiatt a templomokat nemzetközi összefogással kocka alakú kőtömbökre vágták, darabokban arrébb szállították, és távolabb, egy magasabban fekvő félszigeten újra összerakták.

## Udvara

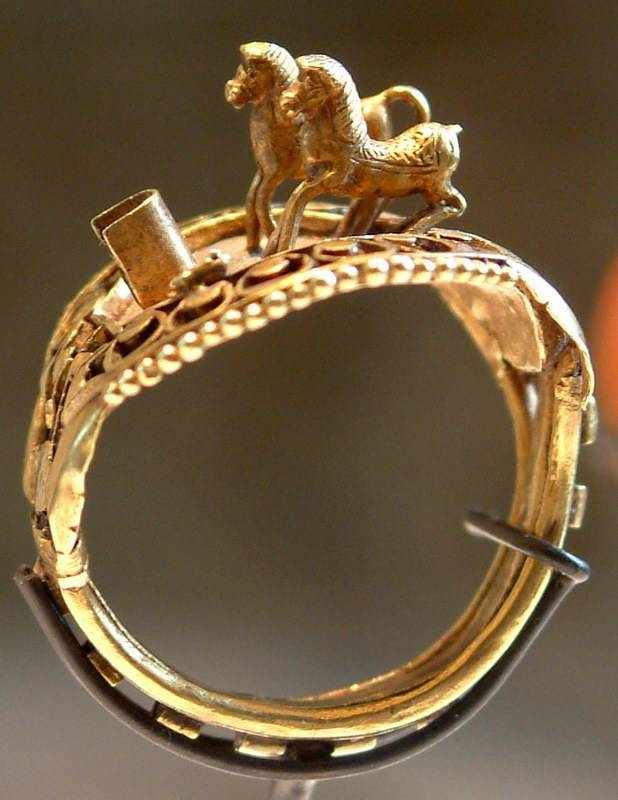
II. Ramszesz gyűrűje

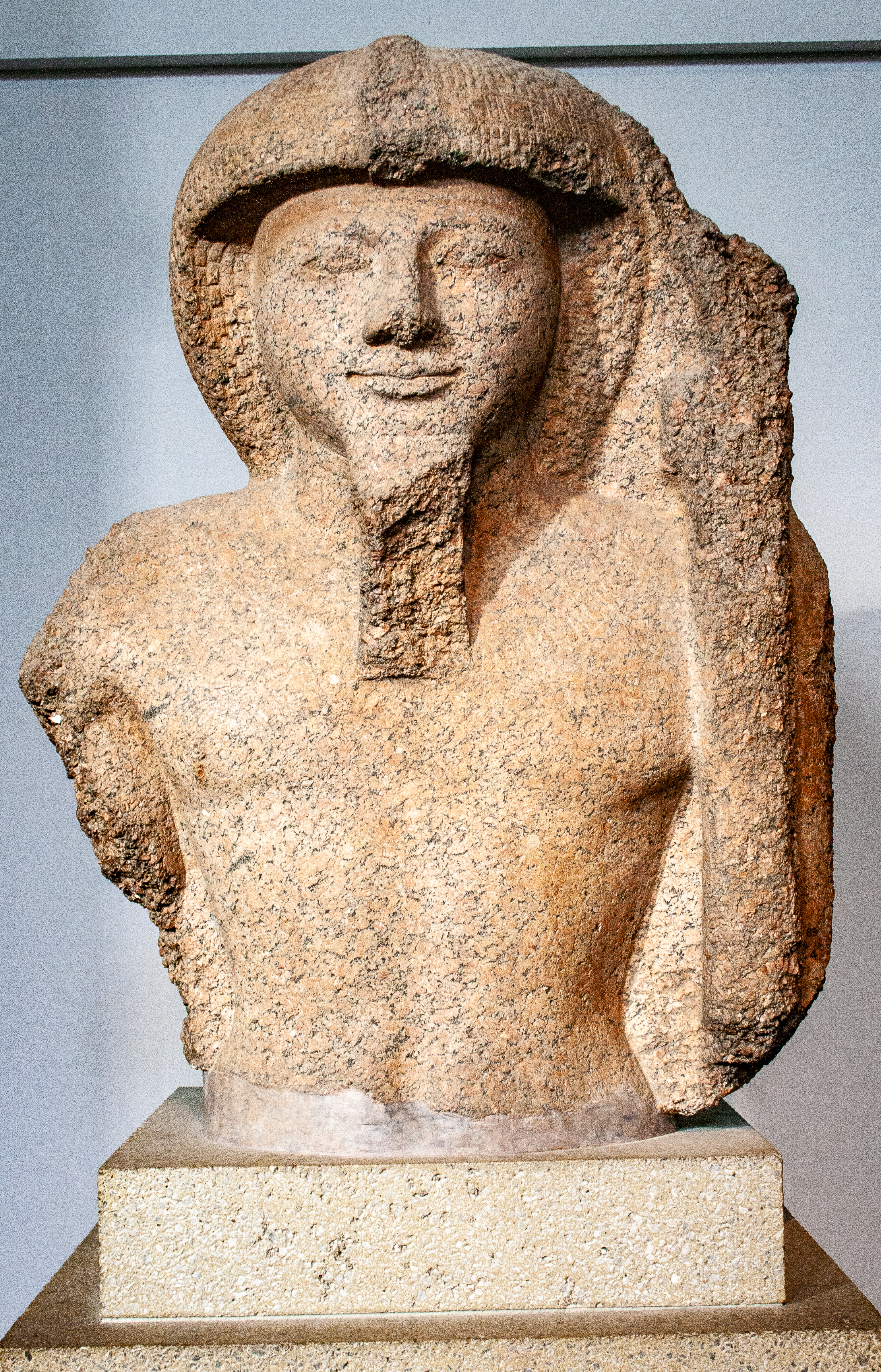
II. Ramszesz szobra főpapként Bubastisból

Ramszesz udvarának fontos tisztségviselőiről számos feljegyzés fennmaradt.
Vezírek
A fáraó hosszú uralma alatt többen is betöltötték a vezíri posztot – Paszer, Hatia, Hai, Thotmesz, I. Paréhotep, II. Paréhotep, Noferronpet, Nebamon, Nehi és Ramesszu. Közülük Paszer volt a legjelentősebb, aki már I. Széthi alatt is betöltötte ezt a pozíciót; nemcsak a bel-, hanem a külpolitikában is fontos szerepet töltött be, fennmaradt például a hettita királynak, III. Hattusilisnek írt levele.
Núbia alkirálya
A núbiai alkirályi címet szintén többen betöltötték; Juni még I. Széthi idejében kezdett feljebb emelkedni a ranglétrán, és Ramszesz uralkodása alatt lett Núbia alkirálya (elődje Amenemopet volt). Hekanaht a fáraó nyolcadik és 24. uralkodási éve közt töltötte be ezt a posztot, a 24. évben jelen volt az Abu Szimbel-i templom felszentelésénél is. Hui alkirály egyben Tjaru erődített határváros polgármestere is volt, és a hettitáknál is járt követségben. Szétau, kinek szarkofágfedelét a British Museum őrzi, Ramszesz uralkodásának közepe felé látta el az alkirályi teendőket, míg Paszer, Minmosze főpap fia és Anhotep a fáraó uralmának vége felé.
Ámon papsága
Nebneteru (más néven Tenri), Ámon első prófétája, és Meritré, Ámon háremének elöljárója Paszer vezír szülei voltak, ábrázolásuk fennmaradt Paszer sírjában.
Ámon főpapjának és Ámon háreme elöljárójának a címét betöltötték még: Nebwenenef és Tahát, Bakenhonszu és Meretszeger.
Ptah papsága
Ptah főpapjai közül a leghíresebb Ramszesz negyedik fia, Haemuaszet, aki a 45. uralkodási évtől töltötte be a főpapi pozíciót, de már a 16. évtől Ptah szem-papja volt. Elődei: Iri-Iri, Hui (feltehetőleg a második uralkodási évtől főpap kb. a 20. évig); Pahemneter (kinek szarkofágját a British Museum őrzi, bár sírja helye nem ismert, feltehetőleg Szakkarában található; főpap kb. a 35. uralkodási évig); és Didia (Pahmeneter idősebb fia).
Haemuaszet tíz évig volt főpap és egyben trónörökös; az 55. uralkodási évben halt meg. Ptah főpapja ezután Rahotep (vagy Parahotep) lett, egy korábbi főpap, Pahemneter fiatalabbik fia; ő vezírként is szolgált és Ré főpapja is volt. Őt Noferronpet követte a 60. uralkodási évben (feltehetőleg ugyanaz a Noferronpet, akit az 50. évben Dél vezírjévé neveztek ki).
A 65. vagy a 66. uralkodási évben Hori, Haemuaszet egyik fia lett a főpap; ő volt az utolsó, aki Ramszesz uralkodása alatt betöltötte ezt a pozíciót, és Merenptah alatt szolgált tovább. Haemuaszet másik fia, Ramszesz szintén Ptah papja volt.
Ré papsága
Ré héliopoliszi főpapjának tisztségét húsz éven keresztül Ramszesz és Nofertari fia, Meriatum töltötte be. Egy másik főpap, akinek a neve fennmaradt, Amenemopet.
A többi tisztségviselő közül megemlítendő Amenmosze, Théba polgármestere; Phenszi és Széthi kincstárnokok; Szeszi, Alsó- és Felső-Egyiptom magtárainak felügyelője; Tjuneroy királyi írnok, az építkezések felügyelője (Paszer núbiai alkirály testvére).

## Családja
Ramszesznek számos felesége volt, köztük a két legfontosabb Nofertari és Iszetnofret. Úgy tűnik, Nofertari volt a kedvenc, Iszetnofret csak az ő halála után lépett az első helyre; az is lehetséges azonban, hogy csak a véletlennek köszönhető, hogy Nofertari emlékművei közül több fennmaradt. A nagy királyi hitves címét összesen nyolcan viselték Ramszesz uralkodása alatt, egyszerre mindig legalább ketten (ez eltérés a korábbi gyakorlattól, régebben ugyanis rendszerint egy főfelesége volt a fáraónak). Köztük volt a hettitákkal kötött béke után feleségül vett Maathórnofruré (aki feltehetőleg diplomáciai nyomásra kapott ilyen magas rangot annak ellenére, hogy külföldi volt), valamint Ramszesznek legalább három lánya (Bintanath, Meritamon, Nebettaui és talán Henutmiré), akiket apjuk feleségül vett.

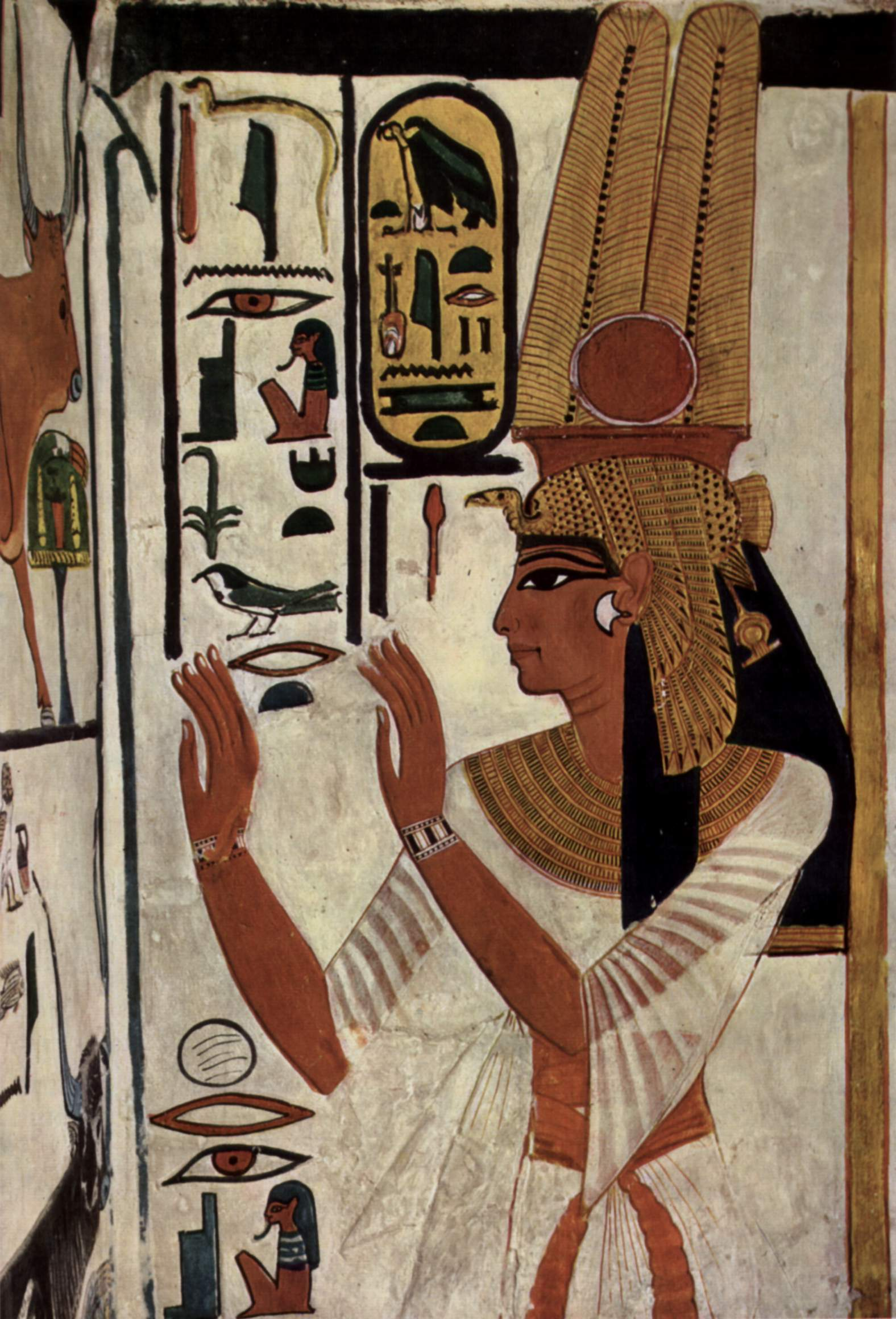
Nofertari. Kép a sírból

Ramszesz gyermekeinek számával kapcsolatban sok forrás túloz, a legtöbben ma 85 és 100 közé teszik számukat. A templomok falán szigorú rangsorban ábrázolják őket, legelöl a két főfeleség, Nofertari és Iszetnofret gyermekeivel, akik közt a trónutódlás szempontjából nem tettek különbséget. Nofertari volt az anyja Ramszesz elsőszülött fiának, Amonherkhopsefnek, aki a hadsereg főparancsnoka és sokáig a trón örököse volt, ő azonban apja uralkodásának 25. éve körül meghalt, és trónörökösként Ramszesz második fia (egyben Iszetnofret legidősebb fia), Ramszesz herceg követte. Ő apja 52. vagy 53. uralkodási évében halt meg. A következő trónörökös Iszetnofret második fia, a régi síremlékek felújítását szorgalmazó tevékenysége miatt gyakran „az első egyiptológus”-nak is nevezett Haemuaszet volt három évvel később bekövetkezett haláláig. Ekkor lett trónörökös Merenptah, Iszetnofret fiatalabb gyermekeinek egyike, Ramszesz tizenharmadik fia (az első tizenkettő eddigre mind halott volt), aki végül követte apját a trónon.
Ramszesz idősebb fiai mind fontos pozíciót töltöttek be, az első három – Amonherkhopsef, Ramszesz és Paréherwenemef – a hadseregben, mások a papságban – Haemuaszet Memphisz főpapja volt, Meriatum Héliopoliszé. A kevésbé jelentős gyermekek viszonylag átlagos életet éltek, a hercegek sorában huszonharmadikként szereplő Szimontu például a memphiszi királyi szőlészetet felügyelte; a 46. herceg, Ramszesz-Meriamon-Nebweben pedig púpos volt és az egyik királyi háremben élte le életét. Ramszesz fiainak nagy részét a Királyok völgye 5-ös sírba temették, amely jelenleg is feltárás alatt áll.
Ramszesz lányai közül Bintanath, Iszetnofret gyermeke volt a legidősebb; Nofertari lánya, Meritamon azonban fennmaradt szobrai miatt valamivel ismertebb. A fáraó mindkettejüket feleségül vette, mikor anyjuk meghalt vagy idős kora miatt visszavonult (a hasonló házasságok előfordultak az egyiptomi királyi családokban, mivel a hercegnőknek nem volt szabad rangon alul férjhez menniük). Ramszesz feleségül vette még egy lányát, Nebettauit is, valószínűleg Meritamon halála után. Iszetnofret hercegnő, aki talán Iszetnofret királyné leánya, valószínűleg Merenptah felesége lett. Ezeket a hercegnőket a Királynék völgyében temették el. Ramszesz kevésbé jelentős lányairól szinte semmit nem tudunk. Egyikük, a 14-15 éves korában elhunyt Iszet múmiáját Ahmímban találták meg, ma a madridi orvosi egyetemen őrzik. Egy másik lány, Nofruré a hettita Maathórnofruré lánya volt; nagyapja, III. Hattusilis egy levelében megemlítette, hogy ha fiú lett volna, örökölhette volna a hettita trónt.
Lásd még: II. Ramszesz gyermekeinek listája

## Sírja és múmiája

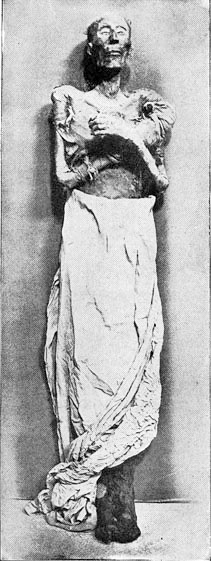
Ramszesz múmiája

Ramszesz múmiája az egyik legjobb állapotban fennmaradt egyiptomi múmia. A rajta végzett vizsgálatoknak köszönhetően sokat tudni a fáraó külső jellemzőiről. Ókori egyiptomihoz képest meglehetősen magas volt, 173 cm. Élete utolsó éveiben reuma és érelmeszesedés kínozta, fogai rossz állapotban voltak. Haja vörös volt, ez szokatlannak számított, és érdekes következtetések vonhatóak le belőle: a vörös színt a káosz istenével, Széthtel hozták kapcsolatba, akit Ramszesz családja különösen tisztelt; apja is az istenről kapta nevét. Széth kultusza különösen az északi országrészben (Alsó-Egyiptomban) volt erős, ahonnan Ramszesz családja származott és ahol a fáraó felépíttette új fővárosát a régi hükszósz főváros helyén (Széthet egyébként azonosították a hükszósz főistennel, Szutekhkel).
Ramszesz múmiáját eredeti sírjától (KV7) távol találták meg, az ún. Dejr el-Bahari-i rejtekhelyen, egy koporsóban, mely eredetileg nagyapja, I. Ramszesz számára készülhetett. A koporsón és a múmiapólyán talált feliratokból nyomon követhető, mi történt a holttesttel, miután eredeti nyughelyéről biztonsági okokból eltávolították. XI. Ramszesz uralkodása idején egy Herihór nevű főpap kapta a feladatot, hogy átszállíttassa a testet I. Széthi sírjába (KV17), itt újrapólyálták (és egyben megfosztották értékeitől, például a múmiapólyába szokás szerint beletett értékes amulettektől), majd elhelyezték a sírban. Itt hatvan évig nyugodhatott, a XXI. dinasztiabeli Sziamon fáraó uralma alatt vitték el több más múmiával együtt, és Ahmesz-Inhapi királyné, majd 72 órával később II. Pinedzsem főpap sírjába helyezték át (mindezt feljegyezték a testet borító vásznakra.) Itt találtak rá háromezer évvel később, 1881-ben. A múmiát ma a kairói Egyiptomi Múzeum őrzi.
Ramszesz más fáraókhoz hasonlóan már uralkodása elején kiválasztotta leendő sírja helyszínét a Királyok völgyében, hogy minél több ideje legyen elkészíttetni azt. Az építési munkálatok tíz-tizenkét évig tarthattak. A sír alapterülete több mint 868,4 m², ebből 181 magáé a sírkamráé; hossza 168,05 m. Ellentétben a legtöbb, az Amarna-kor után épült sírral, amelyeknek helyiségei egyetlen tengely mentén helyezkednek el, Ramszesz sírja egy hosszabb egyenes szakasz után bekanyarodik, ahogyan az az Amarna előtti síroknál volt hagyomány. A sír díszítésében a hagyományos, áldozatok bemutatását ábrázoló képek mellett a híres, túlvilággal kapcsolatos szövegek is megjelennek. A sírt nem rejtették el túlságosan, helye közismert maradt a történelem folyamán. Emiatt már az ókorban kirabolták, így Ramszesz testét elvitték a sírból, hogy a sírrablók ne háborgassák. A későbbi vízbetörések sajnos alaposan megrongálták a sírt, feltárásakor hatalmas mennyiségű törmeléktől kellett megtisztítani.

## Személyisége

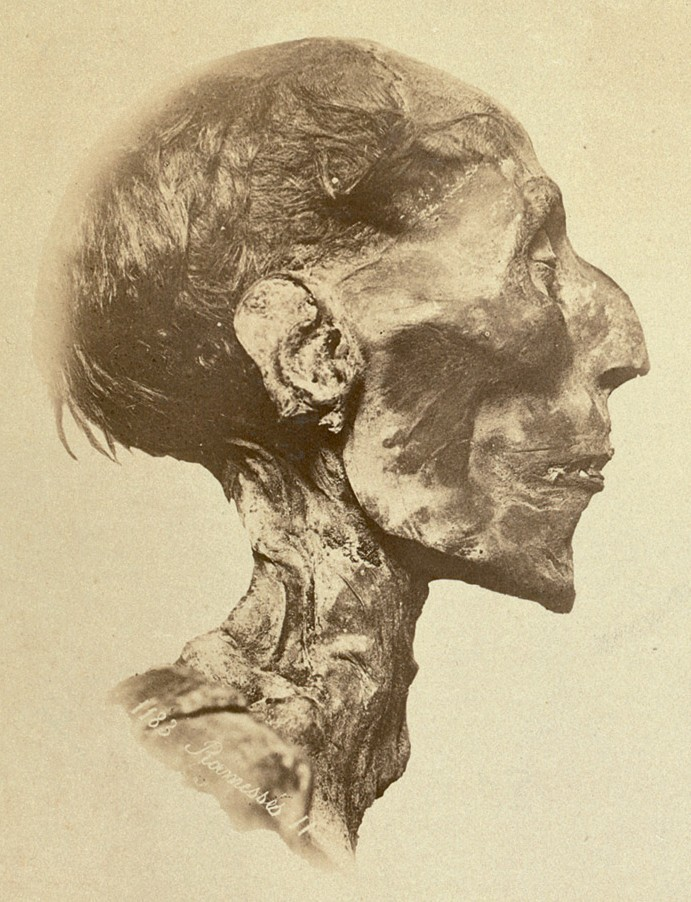
A múmia feje

A történelem során minden fáraó, akinek lehetősége nyílt rá, igyekezett bizonyítani, hogy nem méltatlanul került a trónra, de Ramszesz szinte mindegyikükön túltett. Hatalmas építkezései és a fáraót dicsőítő számos felirat, valamint a korábbi fáraóktól eltulajdonított épületek és szobrok egész sora igyekszik bizonyítani nagy hatalmú uralkodó és bátor hadvezér voltát. Feltehetőleg családjának közrendű származása játszotta a legnagyobb szerepet abban, hogy Ramszesz igyekezett minél hatalmasabb uralkodónak látszani.

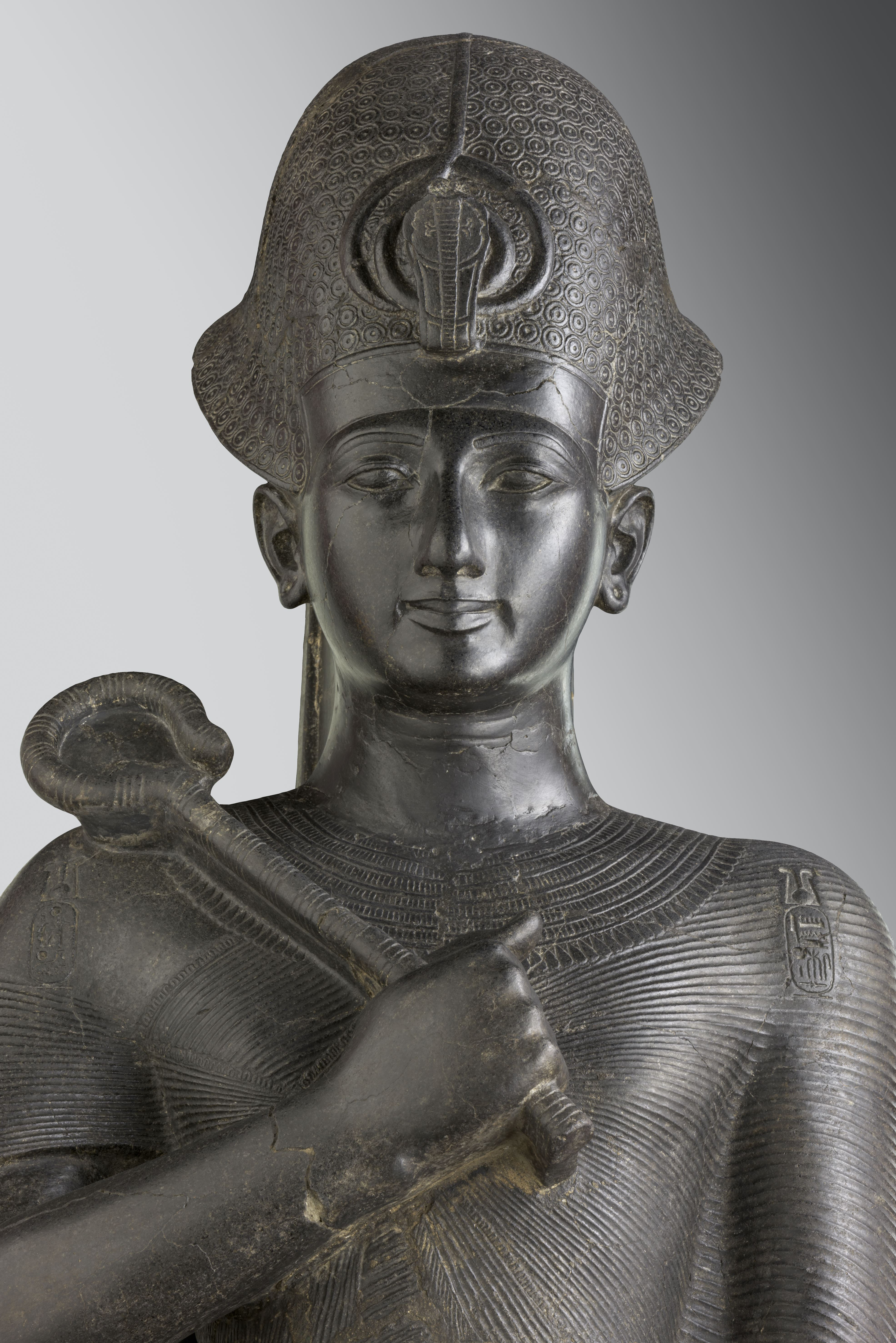
Szobra a torinói Egyiptomi Múzeumban

Példaképének az előző dinasztiabeli III. Amenhotepet tekintette, akinek számos templomát és szobrát átalakíttatta a maga számára. Ez akkoriban nem számított történelemhamisításnak, hiszen a mindenkori fáraót egynek tekintették az előzőekkel, mindannyian Ré fia voltak, az isten megtestesülése a földön. Ez magyarázhatja, hogy Ramszesz miért éppen az általa leginkább tisztelt fáraók – köztük apja – épületeit sajátította ki, míg olyan uralkodókéhoz, mint például Ehnaton nem nyúlt. Azzal, hogy ifjonti forrófejűséggel belerohant a hettiták elleni hadjáratba, majd a csata kétséges kimenetelét hatalmas győzelemként tüntette föl, nemcsak saját képességeit igyekezett igazolni, hanem meg akart felelni az elvárásoknak is; Egyiptom népe csak erőskezű fáraó uralma alatt érezte biztonságban magát.
Családja iránti szeretetét mutatja, hogy anyja, feleségei és gyermekei számtalan emlékművön megjelennek; ugyanakkor azzal, hogy családtagjainak kiemelt jelentőséget juttatott, saját pozícióját is erősítette.

## Emlékezete
II. Ramszesz alakja hosszú időn át követendő példaként szolgált utódai számára, akik több szempontból is valódi példaképüknek tekintették őt, a dinasztiáját követő XX. dinasztiában például a dinasztiaalapító Széthnaht kivételével minden fáraó felvette a Ramszesz nevet. Széthnaht fia, a tehetséges III. Ramszesz építkezéseivel, uralkodói neveivel, sőt, gyermekei neveivel is a nagy elődöt utánozta. Számtalan szobrának, építményének és feliratának köszönhetően neve sosem merült feledésbe, mint egyes, csak az újkorban újra felfedezett fáraóké, hanem különböző formákban mindvégig ismert maradt. Az újabb korokban is rendszeresen megemlékeztek róla, legyen szó akár irodalomról, akár képzőművészetről.
Percy Bysshe Shelley világhírű angol költő Ozymandiás (Ozymandias) című szonettét a nagy fáraó egyik kolosszusa ihlette. A mű címe a fáraó ógörög neve, ugyanis II. Ramszeszt Ozümandiás néven emlegetik az ókori Görögországbeli források.
A talpkövön kevély igék sora:

„Király légy bár, jöjj és reszketve nézz:

Nevem Ozymandiás, urak ura.”

## Titulatúra
A fáraók titulatúrájának magyarázatát és történetét lásd az Ötelemű titulatúra szócikkben.
| G5 |

| G5 |

| E2 · D40 | C10 | mr |

| E2 · D40 | C10 | mr |

| E2 · D40 | C10 | mr |

| E2 · D40 | C10 | mr |

| G5 |

| G5 |

| E2 · D40 | C10 | mr |

| E2 · D40 | C10 | mr |

| E2 · D40 | C10 | mr |

| E2 · D40 | C10 | mr |

| G16 |

| G16 |

| G20 | V31 · I6 | t · O49 | G45 | f · Z7 | D44 · N25 | t · Z2ss |

| G20 | V31 · I6 | t · O49 | G45 | f · Z7 | D44 · N25 | t · Z2ss |

| G16 |

| G16 |

| G20 | V31 · I6 | t · O49 | G45 | f · Z7 | D44 · N25 | t · Z2ss |

| G20 | V31 · I6 | t · O49 | G45 | f · Z7 | D44 · N25 | t · Z2ss |

| G8 |

| G8 |

| wsr | s | M4 | M4 | M4 | O29 · D44 | Z3 |

| wsr | s | M4 | M4 | M4 | O29 · D44 | Z3 |

| G8 |

| G8 |

| wsr | s | M4 | M4 | M4 | O29 · D44 | Z3 |

| wsr | s | M4 | M4 | M4 | O29 · D44 | Z3 |

| M23 | L2 |

| M23 | L2 |

| ra | wsr | mAat | ra | stp · n |

| ra | wsr | mAat | ra | stp · n |

| ra | wsr | mAat | ra | stp · n |

| ra | wsr | mAat | ra | stp · n |

| ra | wsr | mAat | ra | stp · n |

| ra | wsr | mAat | ra | stp · n |

| ra | wsr | mAat | ra | stp · n |

| ra | wsr | mAat | ra | stp · n |

| M23 | L2 |

| M23 | L2 |

| ra | wsr | mAat | ra | stp · n |

| ra | wsr | mAat | ra | stp · n |

| ra | wsr | mAat | ra | stp · n |

| ra | wsr | mAat | ra | stp · n |

| ra | wsr | mAat | ra | stp · n |

| ra | wsr | mAat | ra | stp · n |

| ra | wsr | mAat | ra | stp · n |

| ra | wsr | mAat | ra | stp · n |

| G39 | N5 | \| \| |
|     |    |       |

|  |

| G39 | N5 | \| \| |
|     |    |       |

|  |

| i | mn · n · N36 | ra · Z1 | ms | s | sw |

| i | mn · n · N36 | ra · Z1 | ms | s | sw |

| i | mn · n · N36 | ra · Z1 | ms | s | sw |

| i | mn · n · N36 | ra · Z1 | ms | s | sw |

| i | mn · n · N36 | ra · Z1 | ms | s | sw |

| i | mn · n · N36 | ra · Z1 | ms | s | sw |

| i | mn · n · N36 | ra · Z1 | ms | s | sw |

| i | mn · n · N36 | ra · Z1 | ms | s | sw |

| G39 | N5 | \| \| |
|     |    |       |

|  |

| G39 | N5 | \| \| |
|     |    |       |

|  |

| i | mn · n · N36 | ra · Z1 | ms | s | sw |

| i | mn · n · N36 | ra · Z1 | ms | s | sw |

| i | mn · n · N36 | ra · Z1 | ms | s | sw |

| i | mn · n · N36 | ra · Z1 | ms | s | sw |

| i | mn · n · N36 | ra · Z1 | ms | s | sw |

| i | mn · n · N36 | ra · Z1 | ms | s | sw |

| i | mn · n · N36 | ra · Z1 | ms | s | sw |

| i | mn · n · N36 | ra · Z1 | ms | s | sw |

## Érdekességek
- A múmiát 1976. szeptember 26-án Párizsba (Le Bourget) szállították, hogy megfékezzék rajta egy gombás károsodás terjedését. Útlevelet kellett kiállítani Ramszesznek az utazáshoz, mert holttestek nem juthattak ki az országból anélkül. A „foglalkozása” rovatba a következő bejegyzés került: „király (elhunyt)”.[48] Mikor megérkezett a Le Bourget repülőtérre, katonai tiszteletadással fogadták mint látogatóba érkező államfőt.[49]
- Már a 3. és 4. század fordulóján élt Kaiszareiai Euszebiosztól fogva gondolják többen[forrás?], hogy Ramszesz volt a Biblia által említett fáraó, akinek uralkodása alatt a zsidók Mózes vezetésével kivonultak Egyiptomból. A bibliai történettel való azonosítás azonban ellentmondásos, főként, hogy a zsidók egyiptomi rabszolgaságát semmi nem bizonyítja.
- A Ramszesz és Hattuszilisz által kötött békeszerződés egy másolata ma az ENSZ New York-i központjában található.